# Javi Fuego
Javier Fuego Martínez, né le 4 janvier 1984 à Pola de Siero (Espagne), est un footballeur espagnol évoluant au poste de milieu défensif.

## Biographie
Le 30 janvier 2018, Fuego rejoint le Villarreal CF.
Le 26 juin 2019, il rejoint son club. formateur, le Real Sporting de Gijón, complétant un contrat de deux ans. 

## Palmarès
- Espagne olympique
  - Vainqueur des Jeux méditerranéens en 2005.

 Valence CF
- Vainqueur du Trophée Naranja 2013
- Vainqueur de l'Emirates Cup 2014